# Bruno-Heck-Wissenschaftspreis
Der Bruno-Heck-Wissenschaftspreis war eine Auszeichnung für herausragende Wissenschafts- und Forschungsleistungen für Nachwuchswissenschaftler.
Der von Altstipendiaten der Konrad-Adenauer-Stiftung mit 5.000 Euro dotierte Preis, benannt nach Bruno Heck, ehrte Nachwuchswissenschaftler aus den Bereichen der Geistes- und Sozialwissenschaften, Naturwissenschaften, Ingenieurwissenschaften, Rechtswissenschaften und Medizin, die einen wesentlichen Beitrag zu gesellschaftlich und politisch relevanten Zeitfragen leisten.
Zugeordnet war ein mit 2.500 Euro dotierter Sonderpreis für hervorragende künstlerische Leistungen.
Der Preis wurde von 1989 bis 2016 in zweijährlichem Turnus verliehen.

## Preisträger (unvollständig)
Träger des Sonderpreises in Klammern
- 1989 Thomas Sternberg
- 1991 Sigrid Mratschek,[1] Thomas W. Duve[2]
- 1995 Armin Kohnle[3]
- 1997 Christopher Poremba[4]
- 2005 (Catherine Gordeladze[5])
- 2007 Matthias Oppermann[6]
- 2009[7] Silja Bellingrath (Rut Nothelfer, Marica Bodrožić)
- 2011[8] Daniel Jütte (Maria Schuck)
- 2013[9] Johannes Großmann (Frederike von Gagern)
- 2016[10] Simone Heinemann, Dirk Steinhilber